# Uroš Murn
Uroš Murn, né le 9 février 1975 à Novo mesto, est un coureur cycliste slovène.

## Biographie
À la fin de la saison 2010, il met un terme à sa carrière comme coureur cycliste professionnel.

## Palmarès
- 1993
  - 7e du championnat du monde sur route juniors
- 1998
  - 3e étape de la Course de la Solidarité olympique
  - 2e du GP Aarhus
- 1999
  - Grand Prix Krka
  - 1re étape du Grand Prix Kranj
  - 3e du Grand Prix Kranj
- 2000
  - 1re et 6ea étapes du Tour de Croatie
  - 3e étape du Tour de Slovénie
  - 3e du championnat de Slovénie sur route
- 2002
  - Grand Prix Krka
- 2003
  - Tour du Stausee
- 2004
  -  Champion de Slovénie sur route
  - Grand Prix Krka
  - 8e de Paris-Tours
- 2005
  - 1re étape de la Semaine catalane
  - 9e de Paris-Tours
- 2006
  - 7e du championnat du monde sur route

## Résultat sur les grands tours

### Tour d'Italie
4 participations
- 2001 : 81e
- 2002 : 86e
- 2004 : 92e
- 2005 : 94e

### Tour d'Espagne
1 participation
- 2006 : 113e

## Classements mondiaux
| Année              | 2005 | 2006 | 2007 | 2008   |
| ------------------ | ---- | ---- | ---- | ------ |
| Classement ProTour | 148e | 187e |      |        |
| UCI Europe Tour    |      |      |      | 1 339e |